# John Wooden
John Robert Wooden (Hall, 14 ottobre 1910 – Los Angeles, 4 giugno 2010) è stato un allenatore di pallacanestro e cestista statunitense. Con un record di dieci titoli della Division I NCAA conquistati (tutti alla guida degli UCLA Bruins), egli è stato il tecnico più vincente nella storia del basket collegiale statunitense.

## Biografia
È stato il primo personaggio nella storia ad essere eletto nella Basketball Hall of Fame sia come giocatore che come allenatore. In suo onore è stato istituito il John R. Wooden Award, premio annuale per la pallacanestro a livello universitario. John Wooden può essere considerato un vero e proprio scopritore di talenti. Forte è stata l'amicizia che lo ha legato a grandi esponenti del gioco (uno tra tutti Lewis Alcindor, poi conosciuto come Kareem Abdul-Jabbar), che hanno militato nei Bruins di UCLA quando lui era head coach.
Nel libro Coach Wooden and me di Kareem Abdul-Jabbar, il giocatore descrive in modo molto personale il suo rapporto con Wooden e espone anche il principio su cui Wooden si basava per "predicare il verbo del basket" , detto "La piramide del successo", al cui apice si trova la fede. La comunità universitaria ha reso omaggio a Wooden erigendo un monumento in suo onore e dedicandogli il campo da gioco del Pauley Pavillion.
È morto poco prima di compiere 100 anni.

## Palmarès

### Giocatore
- All-NBL First Team (1938)
- Helms Foundation Player of the Year (1932)

### Allenatore
- 10 volte campione NCAA (1964, 1965, 1967, 1968, 1969, 1970, 1971, 1972, 1973, 1975) (record)
- 7 Henry Iba Award (1964, 1967, 1969, 1970, 1971, 1972, 1973) (record)
- 5 Associated Press College Basketball Coach of the Year (1967, 1969, 1970, 1972, 1973) (record)
- 5 NABC Coach of the Year (1964, 1967, 1969, 1970, 1972) (record)
- 4 Sporting News Coach of the Year Award (1964, 1969, 1972, 1973) (record)